# 小檜山ルイ
小檜山 ルイ（こひやま るい、1957年 - ）は、日本の女性史、ジェンダー研究者。フェリス女学院大学学長、東京女子大学現代文化学部教授。お茶の水女子大学ジェンダー研究センター客員教授。
専門は、アメリカ女性史、ジェンダー史、日米関係史。現在の研究関心は、20世紀初頭のアメリカの女性による超教派海外伝道とアメリカによる伝道事業衰退のプロセス。

## 来歴
1957年、神奈川県生まれ。フェリス女学院中学校・高等学校、国際基督教大学教養学部卒業。ミネソタ大学大学院アメリカ研究プログラム修士課程修了。国際基督教大学大学院比較文化研究科博士課程修了。東京女子大学現代教養学部国際社会学科国際関係専攻教授。学術博士。博士論文「米国婦人宣教師・来日の背景とその影響 : 明治初期における日米文化交渉の一系譜」。1993年女性史青山なを賞受賞。1994年キリスト教史学会学術奨励賞受賞。2008年ジェンダー史学会代表理事。2010年日本アメリカ史学会代表。2012年日本アメリカ学会副会長。2018年キリスト教史学会理事長。2019年日本アメリカ史学会編集代表。2020年アメリカ学会中原伸之賞受賞。

## 著書
- 『アメリカ婦人宣教師 ― 来日の背景とその影響』、1992年 - 女性史青山なを賞（1993年）[5]、キリスト教史学会学術奨励賞（1994年）[6]
- 『アメリカの女性の歴史―自由のために生まれて』共著、1997年
- 『結婚の比較文化』共著、2001年
- 『新版アメリカ学入門』共著、2004年
- 『女性の目からみたアメリカ史』共訳、2009年
- 『アメリカ・ジェンダー史研究入門』編、2010年など
- 『帝国の福音　ルーシィ・ピーボディとアメリカの海外伝道』東京大学出版会、2019年。ISBN 9784130261623。

## 論文
- 国立情報学研究所収録論文 国立情報学研究所